# Omnium Gatherum (együttes)
Az Omnium Gatherum finn melodikus death metal együttes. 1996-ban alakult meg Kotkában. A zenekar továbbá progresszív metalt is játszik, ez viszont inkább a későbbi albumaikra jellemző. Lemezeiket a Lifeforce Records és a Century Media Records kiadók dobják piacra. A zenekar változó felállással tevékenykedett, jelenleg hat taggal rendelkeznek. Pályafutásuk alatt 7 nagylemezt dobtak piacra. Magyarországon eddig kétszer koncerteztek, először 2016-ban léptek fel nálunk, a Dürer Kertben, a Draconian együttessel együtt, másodszor egy évvel később, 2017-ben járták meg hazánkat, ekkor az izlandi Skálmöld és a szintén finn Stam1na társaságában játszottak. Ez alkalommal a Barba Negra Music Clubban zenéltek.

## Tagok
Jelenlegi felállás
- Markus Vanhala - gitár (1996-)
- Aapo Koivisto - billentyűk (2005-)
- Jukka Pelkonen - ének (2006-)
- Joonas Koto - ritmusgitár (2011-től kezdve hivatalos tag, 2009-től 2010-ig csak beugrónak számított)
- Erkki Silvennoinen - basszusgitár (2012-)
- Tuomo Latvala - dobok (2016-)

## Diszkográfia
- Spirits and August Light (2003)
- Years in Waste (2004)
- Stuck Here on Snakes Way (2007)
- The Redshift (2008)
- New World Shadows (2011)
- Beyond (2013)
- Grey Heavens (2016)
- The Burning Cold (2018)
- Origin (2021)